# Cueva de Askondo

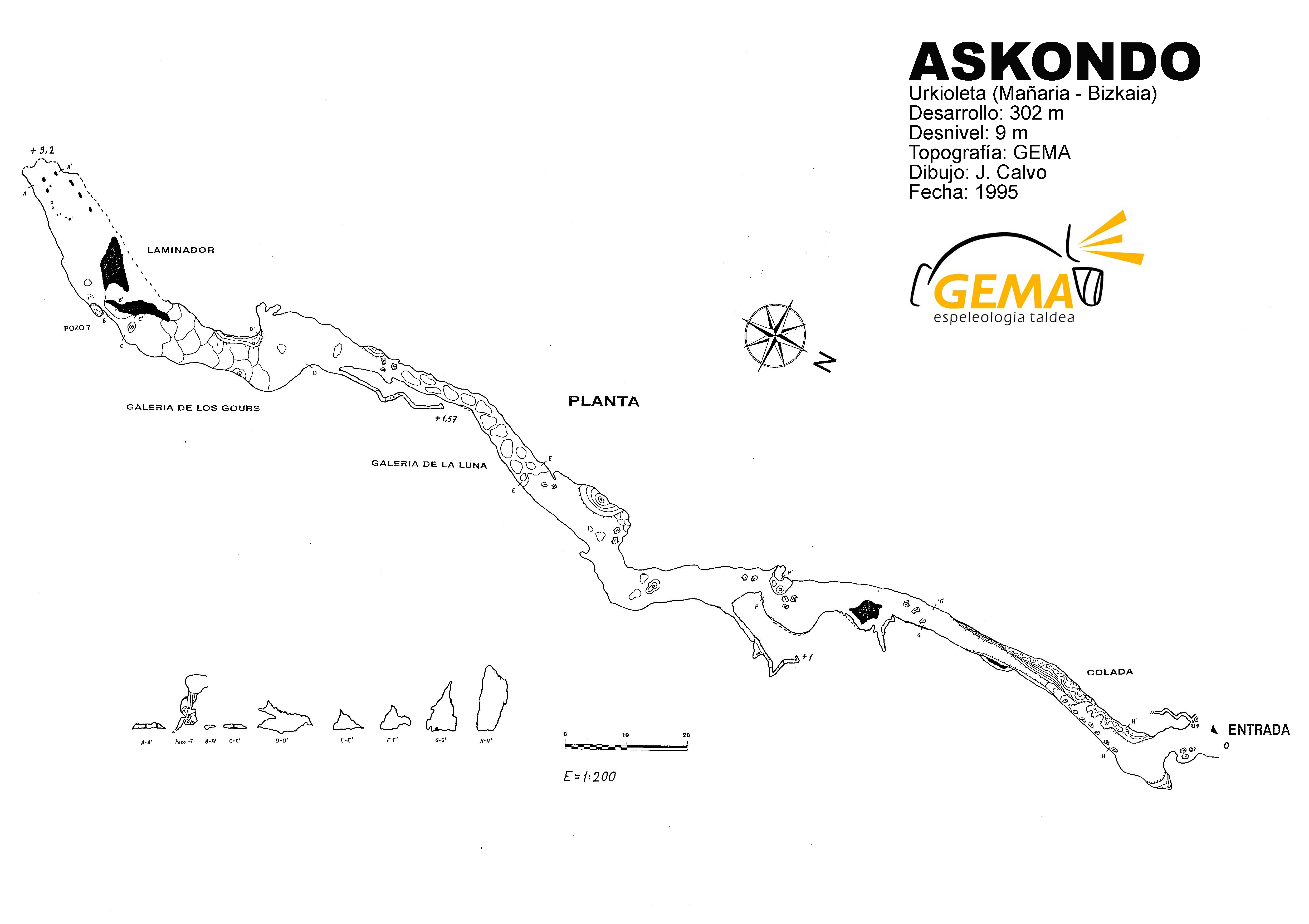
Topografía de Askondo

La cueva de Askondo es una cueva situada en la localidad vizcaína de Mañaria en el País Vasco (España). Está ubicada fuera de los límites del parque natural de Urkiola. Es una cavidad de fácil y cómodo acceso y visita. En su interior se han encontrado restos de fauna prehistórica, destacando los restos de oso de las cavernas y una importante colección de pinturas rupestres de época gravetiense, de hace unos 23 000 años de antigüedad.
Askondo es el tercer conjunto artístico más importante del Paleolítico en Vizcaya detrás de Santimamiñe y Arenaza.

## Ubicación y descripción
La cueva de Askondo se encuentra en el término municipal de Mañaria, cerca de la ermita de San Lorenzo en el barrio de Urkioleta y la carretera que recorre el pequeño valle del río Urkioleta. Sobre la ermita está la cantera de Aperribai, ya sin actividad, y sobre ella, la boca de la cueva.
Es una cavidad a la cual se accede sin dificultad, resultando cómoda su exploración. Muy cerca de la entrada se abre una sala que tiene unos 10 metros de altura con coladas en la pared derecha. Subiendo una rampa se accede a un trazado sinuoso hasta la llamada Galería de la Luna, a continuación se pasa a la llamada Galería de los Gours, que recibe el nombre por la abundancia de este tipo de formación (presas naturales). Atravesando una gatera se llega a un pozo de 7 metros, donde se suma un aporte de agua. Por último, hay un laminador de 7 metros de ancho que va cerrándose hasta hacerse impracticable por su escasa altura, unos 30 cm.

## Yacimiento prehistórico
En la década de los años 70 del siglo XX se halló una serie de restos óseos perteneciente a un oso de las cavernas. La difusión de dicha noticia y el fácil acceso a la cueva hicieron que aumentara la afluencia de gente que causaron daños en la misma, llegándose a catalogar el yacimiento como "destruido".
En el año 2011 se encontraron una serie de pinturas, lo que dio pie a que se iniciara un estudio de la misma por un equipo de arqueólogos dependiente de la Diputación de Vizcaya dirigido por Diego Gárate y Joseba Ríos, que localizaron una decena de representaciones figurativas pintadas, además de cerca de una treintena de restos dispersos de colorante, puntos, manchas, líneas etc. que fueron datadas hace 25 000 años.
El estudio realizado por la Diputación vizcaína consistió en la evaluación del potencial arqueológico del yacimiento después de efectuar la prospección y documentación del arte parietal del mismo.
Las pinturas están localizadas en la gran sala que hay a la entrada de la cueva. Se trata de dibujos figurativos donde abundan los caballos, representados con el llamado morro de pato o sinuoso, que es común en las representaciones halladas en otras cuevas de Europa y datadas hace 25 000 años. Hay también una mano antropomorfa. Luego hay una serie de casi 30 restos de colorante, puntos, manchas, líneas, etc., mayoritariamente concentradas en el área de entrada, y tres series de líneas rojas al fondo de la cavidad a unos 150 metros de la entrada. Los caballos destacan por su tamaño de 1,70 metros.
La datación se realizó mediante el estudio de un hueso de ciervo que se halló incrustado en la pared y que reveló una antigüedad de 23 800 años, fijando el conjunto en época gravetiense. El hecho de que se pudiera disponer de un elemento orgánico que permitiera la datación le da una importancia especial al yacimiento.
Se llevó a cabo un estudio mediante sondeos, se hicieron 5 catas de cuadros de 1 m² de extensión y en dos de ellas se profundizó 1,5 metros, que documenta desde el Paleolítico Medio (algunas de las dataciones realizadas son las más antiguas de la cornisa cantábrica), el Paleolítico Superior Inicial, donde aparecen testimonios de los primeros homo sapiens en Vizcaya, el Solutrense y la Edad de Bronce, con diversos enterramientos.
Se determinó que el yacimiento tiene una gran potencia estratigráfica al no hacerse alcanzado la roca madre en ninguna de las catas y al determinar, mediante un sondeo geológico, que hay una profundidad superior a los 6,5 metros antes de alcanzar la roca madre.
La cueva fue ocupada de forma intercalada por el hombre y por el oso de la cavernas. Se recuperaron 5.839 restos de fauna, principalmente restos de osos de las cavernas que se han datado en 21 000 años de antigüedad (los últimos de Europa), y numerosos restos de la actividad humana.

### Detalle del estudio
El hueso de ciervo que se encontró clavado en la pared de la cueva se ha datado mediante la prueba del carbono 14 en 23.800 años, lo que ubica el conjunto en la cultura Gravetiense.
Se han hallado 34 pinturas y 8 grabados.
Pinturas
- 9 caballos.
- 1 animal indeterminado.
- 1 mano humana.
- 1 trazo pareado.
- 3 puntos.
- 14 manchas.
- 6 líneas.

Grabados
- 1 caballo.
- 2 líneas.

## Ocupación humana
Durante unos 60 000 años se alternó la ocupación de la cueva entre humanos y osos de las cavernas. Se han encontrado herramientas líticas neandertales de hace unos 60 000 años. Los primeros Homo sapiens visitaron la cueva hace 31 000 años y hay restos de diferente material de esa época y de la época en que se hicieron las pinturas. Posteriormente, en la Edad del Bronce, hace 3300 años, se realizaron enterramientos humanos.
- Edad del Bronce (hace 3300 años), se incineran varios individuos, adultos y niños, se encuentran restos y restos de cerámica que podrían formar parte del ajuar de los muertos.

- Solutrense (hace 17 500 años), restos de fauna herbívora consumida en la cueva.

- Gravetiense (hace 25 000 años), restos de industria en hueso, pinturas.

- Auriñaciense (hace 31 000 años), restos de herramientas de sílex y restos de fauna herbívora (estos aspectos hacen evidente la presencia del Homo sapiens).

- Musteriense (hace 40 000 años), restos de primas poco comunes (indican presencia de Neandertales).[2]